# Tribhuwana Wijayatunggadewi
Tribhuwana Wijayatunggadewi, tôn hiệu Tribhuwannottunggadewi Jayawishnuwardhani, còn được gọi là Dyah Gitarja, là một vị vua của Majapahit Java, là nữ vương đầu tiên của Majapahit, bà tại vị ngôi nữ vương Java từ năm 1328 đến 1350. Bà cũng mang danh hiệu là Bhre Kahuripan (nữ công tước xứ Kahuripan). Trong thời của bà, dưới sự phù trợ của vị thủ tướng tài ba Gajah Mada, đã phát triển đỉnh cao huy hoàng cho Majapahit, bà đã theo đuổi một sự mở rộng lớn của đế chế. Sử sách đề cập đến bà như một người phụ nữ dũng cảm, trí tuệ và trí thông minh phi thường.

## Thoái vị
Triều đại của nữ vương Tribhuwana chấm dứt khi mẹ cô là bà Gayatri Rajapatni qua đời tại một tu viện Phật giáo vào năm 1350, bởi vì bà cai trị Majapahit dưới sự bảo trợ của mẹ mình: Rajapatni để đại diện cho bà, sau cái chết của mẹ, nữ vương Tribhuwana buộc phải từ bỏ ngai vàng, bà thoái vị và nhường ngôi cho con là Hayam Wuruk trong năm 1350. Sau khi thoái vị, Tribhuwana đã không từ bỏ quyền lực hoàn toàn, bà vẫn hay tham gia và giải quyết các vấn đề nhà nước, giúp vua con trị quốc. Trong suốt triều đại của con trai bà, vua Hayam Wuruk, bà được bổ nhiệm lần thứ hai như Bhre Kahuripan, người cai trị của Kahuripan, đó là một cánh cổng quan trọng Majapahit trong thời gian đó. Bà cũng trở thành thành viên của Bhattara Saptaprabhu, hội đồng của những người lớn tuổi hoàng gia, tích cực giúp nhà vua trị quốc.

## Cái chết
Tribhuwana qua đời không lâu sau đó trong nơi cư trú hưu trí của bà ở Majapahit. Một buổi lễ hỏa táng lớn của hoàng gia Ấn Độ được tiến hành ngay sau đó. Bà được truy tặng danh hiệu là Parvati trong đền Rimbi, Đông Java. Trong văn hóa devaraja của người Java, quốc vương được cho là hóa thân của một vị thần nào đó, và sau khi chết, linh hồn của họ được cho là hợp nhất với vị thần đó, và được tôn kính như vậy trong một ngôi đền, dành riêng cho linh hồn của vị vua đã ra đi.